# Panteras Negras de Guadalupe
Las Panteras Negras son un equipo de fútbol de la Tercera división profesional de México, que juega en la ciudad de Guadalupe en el Estado de Nuevo León. Participarán a partir del Apertura 2007 en el grupo XII junto a otros 15 equipos de la región noreste de México.

## Historia
Este equipo surge como una forma de ayudar a los jóvenes de la sociedad guadalupense y regiomontana. Los objetivos de este equipo son el fungir como semillero de futbolistas para la primera división así como el de integrar a los jóvenes a la sociedad.
El club se empieza como una iniciativa de gente apegada a la CROC, que vieron la necesidad de sacar de las calles a los adolescentes para integrarlos a la sociedad mediante el estudio y el deporte. Los principales impulsores de este equipo son los señores César Serna y Agustín Serna, presidente y tesorero del equipo respectivamente.
Para el primer torneo los directivos han elegido a Francisco Avilán como el entrenador del conjunto felino, entrenador que conoce muy bien el entorno futbolístico del área metropolitana de Monterrey. Una de las metas que se puso este equipo es el ascender lo más pronto posible a la Segunda División.
Desaparición
En 2017 anuncian la venta de la franquicia la cual cambia de  nombre y sede a Intocables F.C.

## Uniforme
- Uniforme titular: Camiseta negra, pantalón negro, medias negras.
- Uniforme alternativo: Camiseta amarilla, pantalón blanco, medias blancas.

## Estadio
Los partidos como locales de las Panteras serán los sábados por las tardes en la Unidad Deportiva La Talaverna, del municipio de Guadalupe. Este inmueble tiene un aforo de 5,000 personas.

## Entrenadores
- de:Luis A. Islas Collins (2007-?)

- Datos: Q6059868